# Daher Pierre
Daher Chakib Pierre (arab írással بيار شكيب ظاهر, Koleia, Libanon, 1960. július 10. –) libanoni származású orvos, politikus. 2008-tól az edelényi Koch Róbert Kórház és Rendelőintézet igazgatója, 2012-től a kazincbarcikai kórház igazgatója. Emellett magánpraxisa van és Szendrőládon lát el háziorvosi tevékenységet. 2010–2014 között fideszes országgyűlési képviselő volt.

## Élete
Daher Pierre 1960-ban született a libanoni-izraeli határ közelében, keresztény családban. Bejrútban még építészmérnöknek tanult, de 1981-ben Brüsszelbe ment, ahol orvostudományt kezdett hallgatni. Anyagi problémák miatt 1982-ben Budapestre került, ahol bátyja, Ziad is tanult, majd öccse, Paul is idekerült, jelenleg Ziad nőgyógyászként, Paul pedig fogorvosként szintén a környéken élnek. A SOTE-n 1989-ben végzett, onnantól a miskolci kórház sebészetén dolgozott. 1996-tól háziorvosként praktizált Szendrőládon. 2000-ben kapta meg a magyar állampolgárságot, ugyanakkor lett az edelényi szakrendelő vezetője is. 2002-től a Fidesz színeiben a helyi képviselő-testület tagja, az edelényi önkormányzat szociális, egészségügyi és kisebbségi bizottsági elnöke. 2008-tól az edelényi Koch Róbert Kórház és Rendelőintézet igazgatója.
A 2010-es országgyűlési választásokon a Fidesz színeiben indult az edelényi választókörzetben, mivel a párt korábbi képviselőjét, Molnár Oszkárt kizárták a pártból általuk szélsőségesnek értékelt kijelentései miatt. A körzetet ennek ellenére Molnár egyedüliként az országban függetlenként megnyerte (a Jobbik visszaléptette jelöltjét Molnár Oszkár javára), így Daher második lett. 2010 júniusában mégis bekerült az Országgyűlésbe, mivel Pelczné Gáll Ildikó fideszes képviselő európai parlamenti képviselő lett, és megüresedő helyére Daher Pierre-t jelölte pártja. Az Országgyűlés egészségügyi bizottságának tagja.
2012. szeptember 1-jétől az összevont kazincbarcikai és edelényi kórház orvos-igazgatója.
2013 novemberében a Magyar Orvosi Kamara (MOK) Borsod-Abaúj-Zemplén megyei etikai bizottsága megrovásban és pénzbüntetésben részesítette, mert etikai vétséget követett el: egyik politikai ellenfeléről személyes egészségügyi adatot hozott nyilvánosságra lejárató szándékkal. A 2014-es választásokon nem indult.
Miután belső konfliktusok miatt 2015 májusában a Fidesz feloszlatta edelényi szervezetét és kizárta tagjait, nem kérte újbóli felvételét a pártba.

## Magánélete
1988-ban házasodott meg, felesége is libanoni. Három gyermekük van (Hicham Péter, Rena és Michel). A család Miskolcon él, de van egy kisebb birtokuk is Edelény közelében. Nagyobbik fia szintúgy orvosnak tanul, kisebbik fia a magyar birkózó válogatott kerettagja.